# Leonora Christina (schip, 2011)

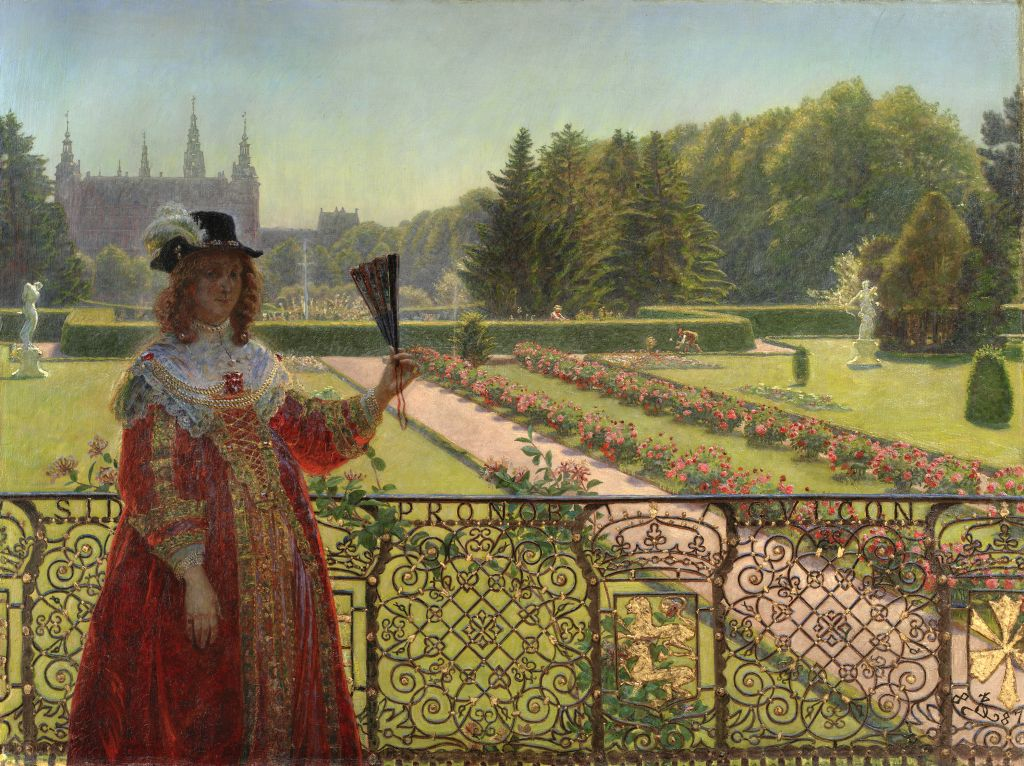
Leonora Christina Ulfeldt, geschilderd door Kristian Zahrtmann.

HSC Leonora Christina is een catamaran die gebouwd is door Austal Ships in Australië in opdracht van de Deense rederij Færgen A/S.
Het schip werd op 28 januari 2011 te water gelaten van de werf van Austal Ships. De veerboot is de grootste catamaran die de scheepsbouwer ooit bouwde. Het schip is op eigen kracht onder leiding van kapitein Søren Schow van Australië naar Denemarken gevaren, waarbij enkele malen met 36 knopen (ongeveer 65 km/uur) werd gevaren om piraten bij de hoorn van Afrika te vermijden. De veerboot is op 22 juni door charteraar BornholmerFærgen in gebruik genomen op de route Rønne (Bornholm) - Ystad (Zweden)., maar de eerste paar maanden kon het schip maar weinig ingezet worden door problemen met de laadklep en de motoren.

## Technische details
- IMO 9557848
- Lengte 112,6m;
- Breedte 26,2m;
- Diepte 8,5m
- BRT: 6.402 Bruttoregistertonage (BRT)
- NRT: 500 Nettoregistertonage (NRT)
- TDW: max. 1000 ton Deadweight tonnage
- Brandstofverbruik: op 85 procent MCR is ongeveer 7,4t / u.
- Maximale snelheid: 40 knopen (behaald op 9 juni 2011)[6]
- Vervoerscapaciteit: 1400 personen en 357 auto's
- Inhoud brandstoftank: 160.000 liter
- Drie autodekken
- Twee passagiersdekken (incl.: winkels, twee speelruimtes voor kinderen, een bar en een restaurant).

## Galerij

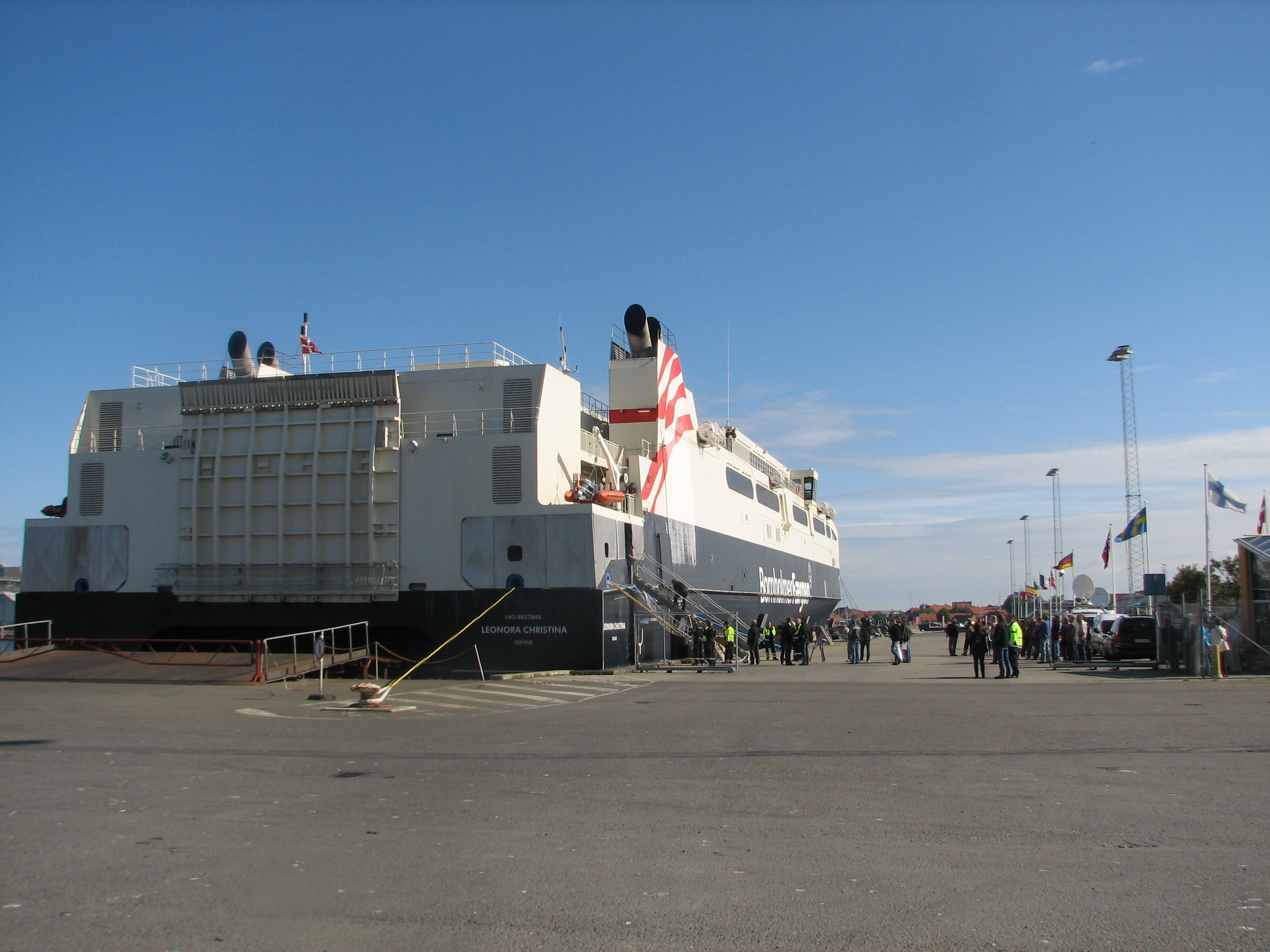
Leonora Christina in de Haven van Rønne.
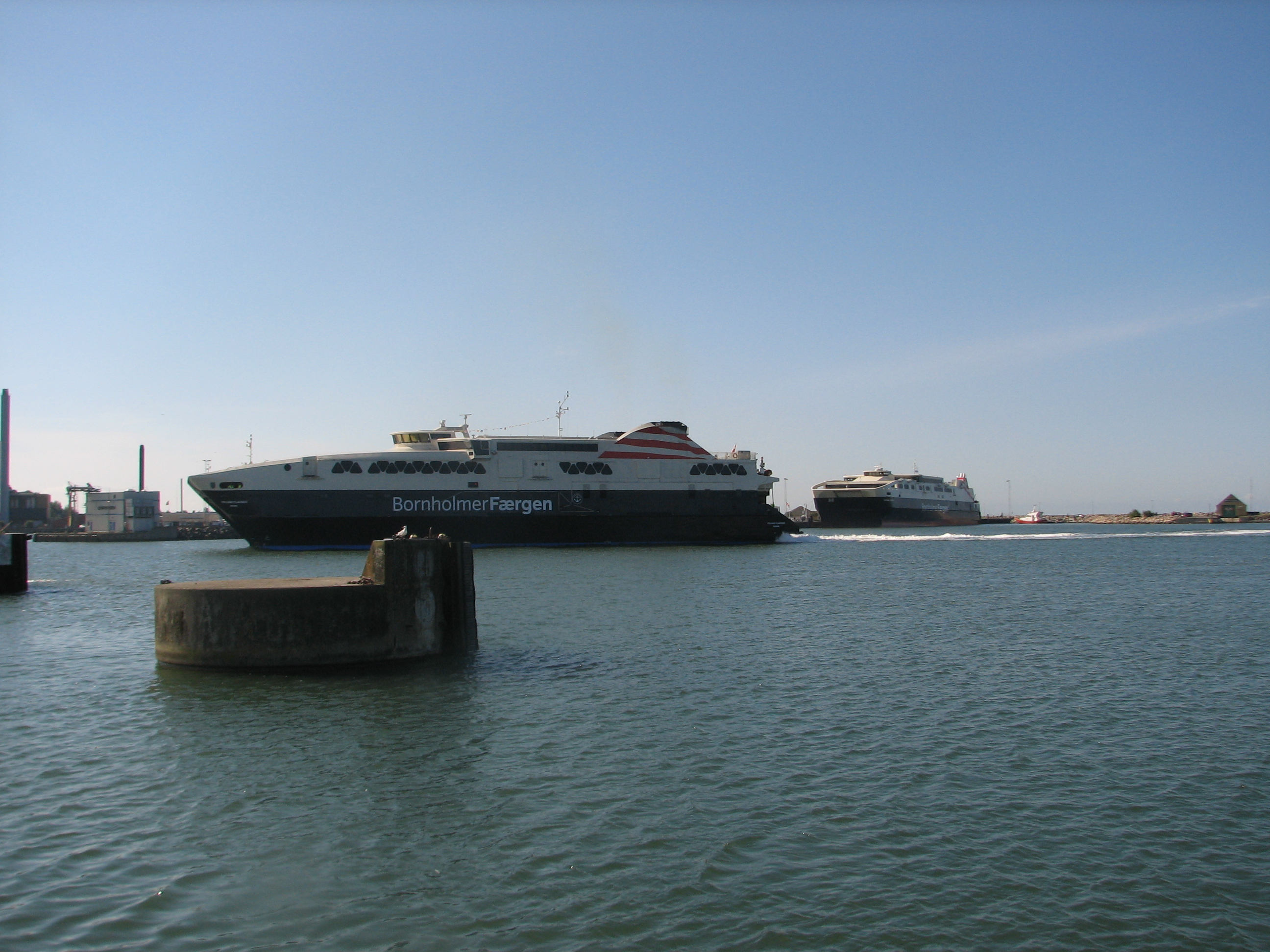
Villum Clausen en Leonora Christina voor het eerst samen in de Haven van Rønne.
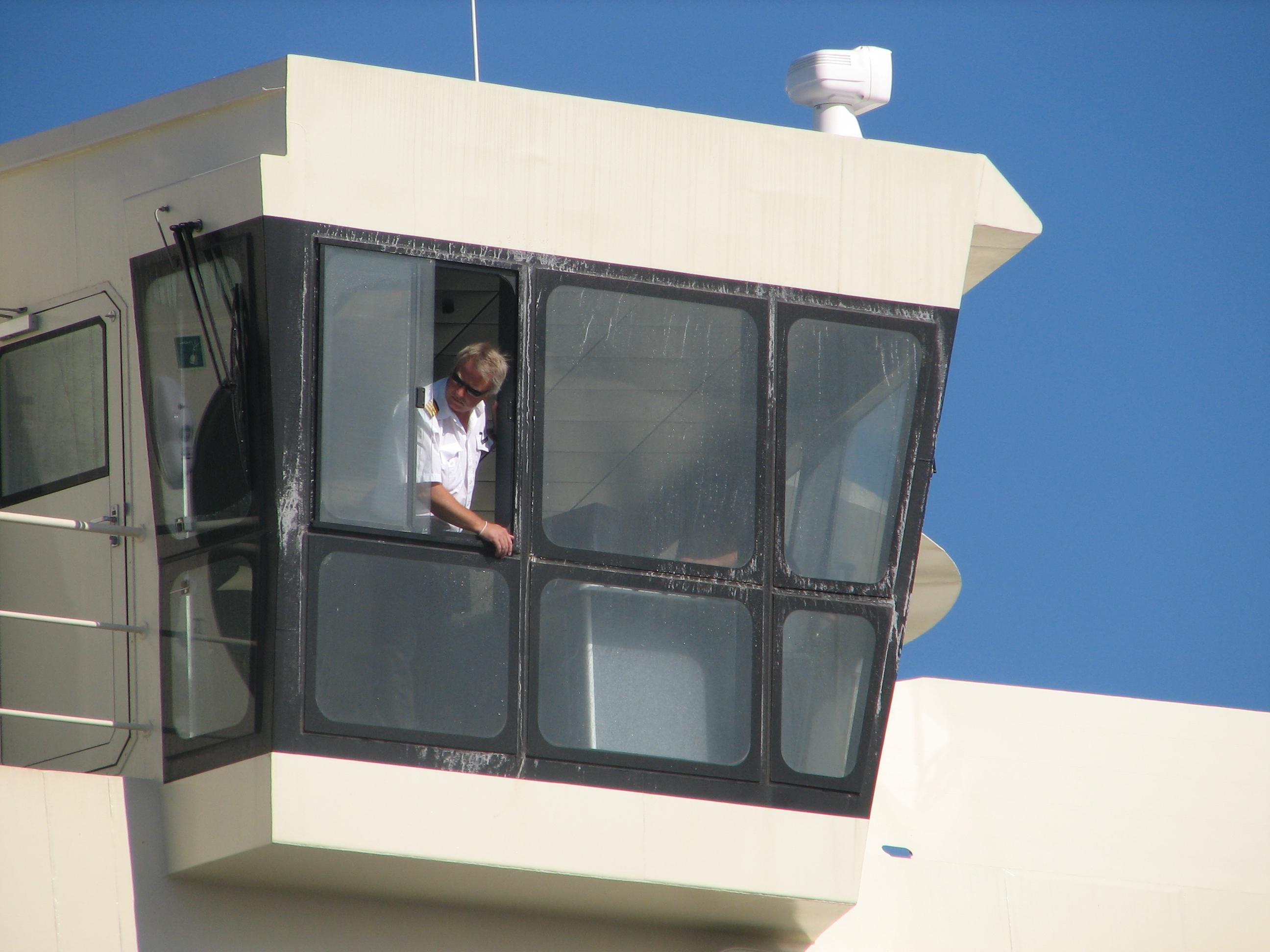
Kapitein Søren Schow op de Leonora Christina in de haven van Rønne
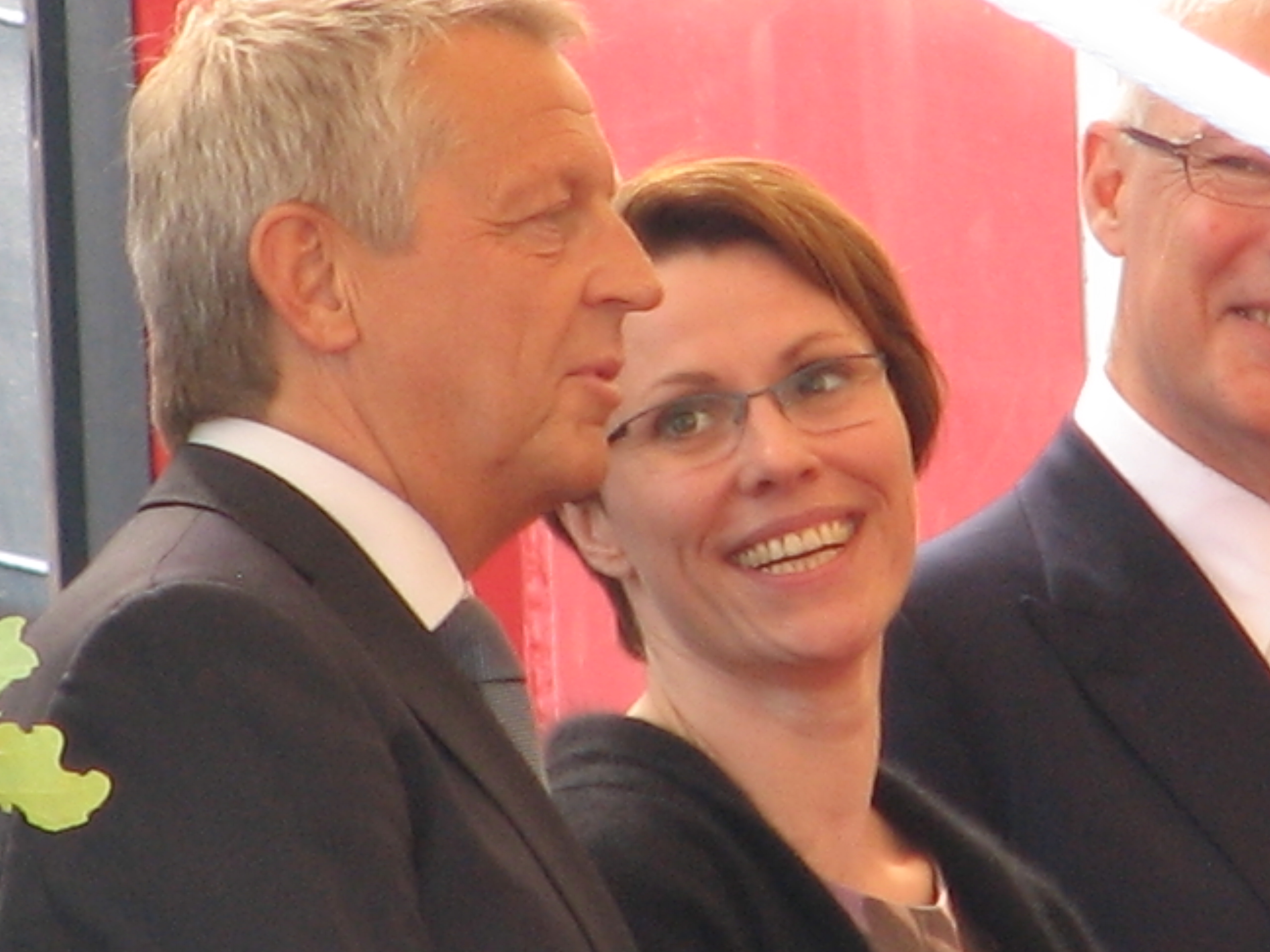
John Steen Mikkelsen en burgemeester Winni Grosbøll direct na het dopen van het schip op 21 juni 2011. De burgemeester werd tot Leonora Christina's Peettante benoemd.
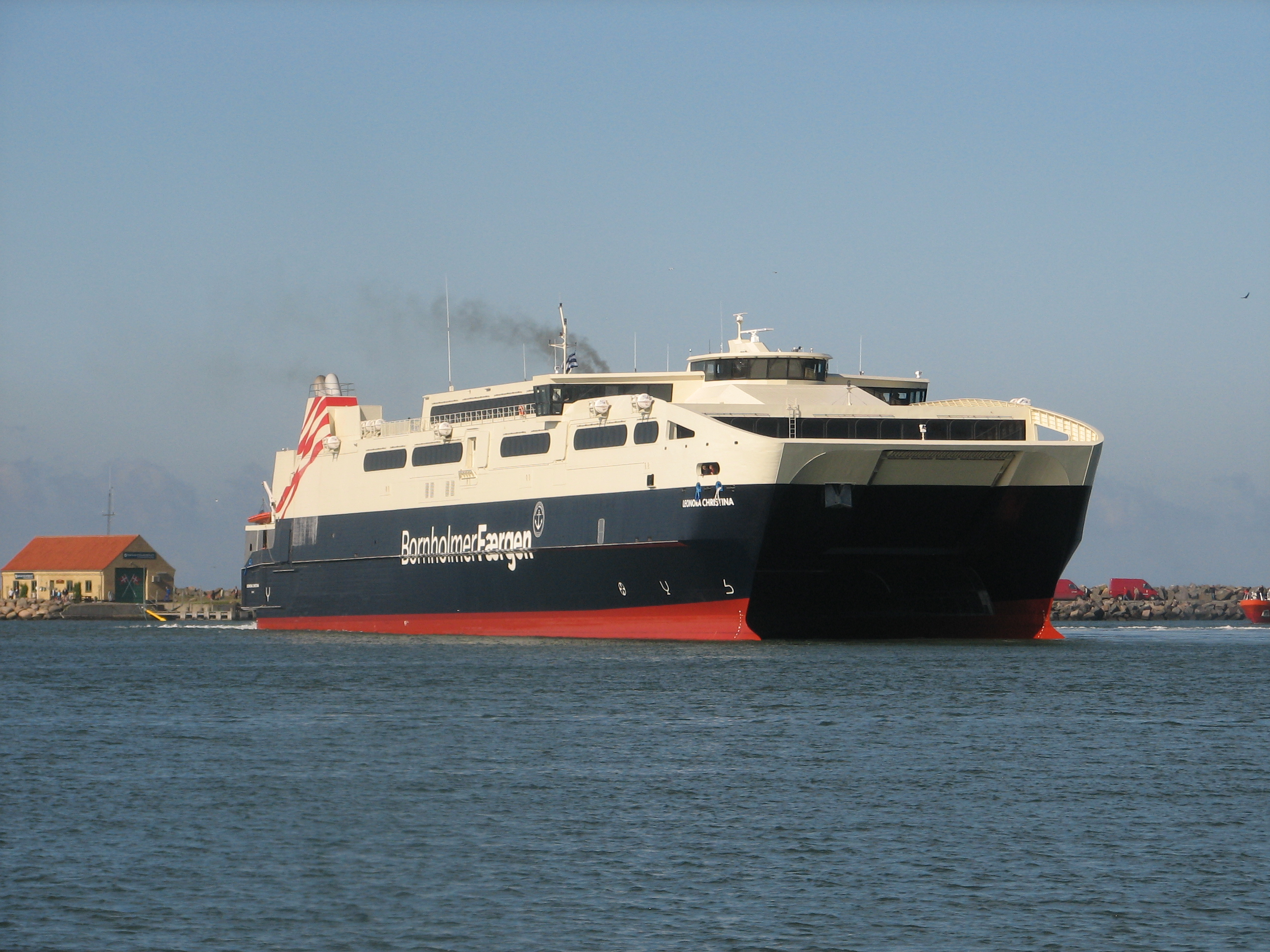
Leonora Christina in de Haven van Rønne.